# Sunde/Valen
Sunde/Valen is een plaats in de Noorse gemeente Kvinnherad, provincie Vestland. Sunde/Valen telt 1798 inwoners (2007) en heeft een oppervlakte van 2,14 km².
Dimmelsvik · Herøysund · Husnes · Rosendal · Sæbøvik · Seimsfoss · Sunde/Valen · Uskedal